# 마리 퀴리
마리아 스크워도프스카 퀴리(프랑스어: Maria Skłodowska-Curie, 문화어: 마리 큐리, 1867년 11월 7일 ~ 1934년 7월 4일)는 폴란드 출신의 프랑스 과학자이다. 본명은 마리아 살로메아 스크워도프스카(폴란드어: Maria Salomea Skłodowska)이다.
방사능 분야의 선구자로, 노벨상 수상자다. 물리학상과 화학상을 동시에 받은 유일한 인물이며, 여성 최초의 노벨상 수상자이기도 하다. 라이너스 폴링하고 더불어 노벨상 2관왕에 등극한 인물로 유명하다. 프랑스의 위대한 위인들을 모시는 국립묘지 팡테옹에 안장되었다.

## 생애

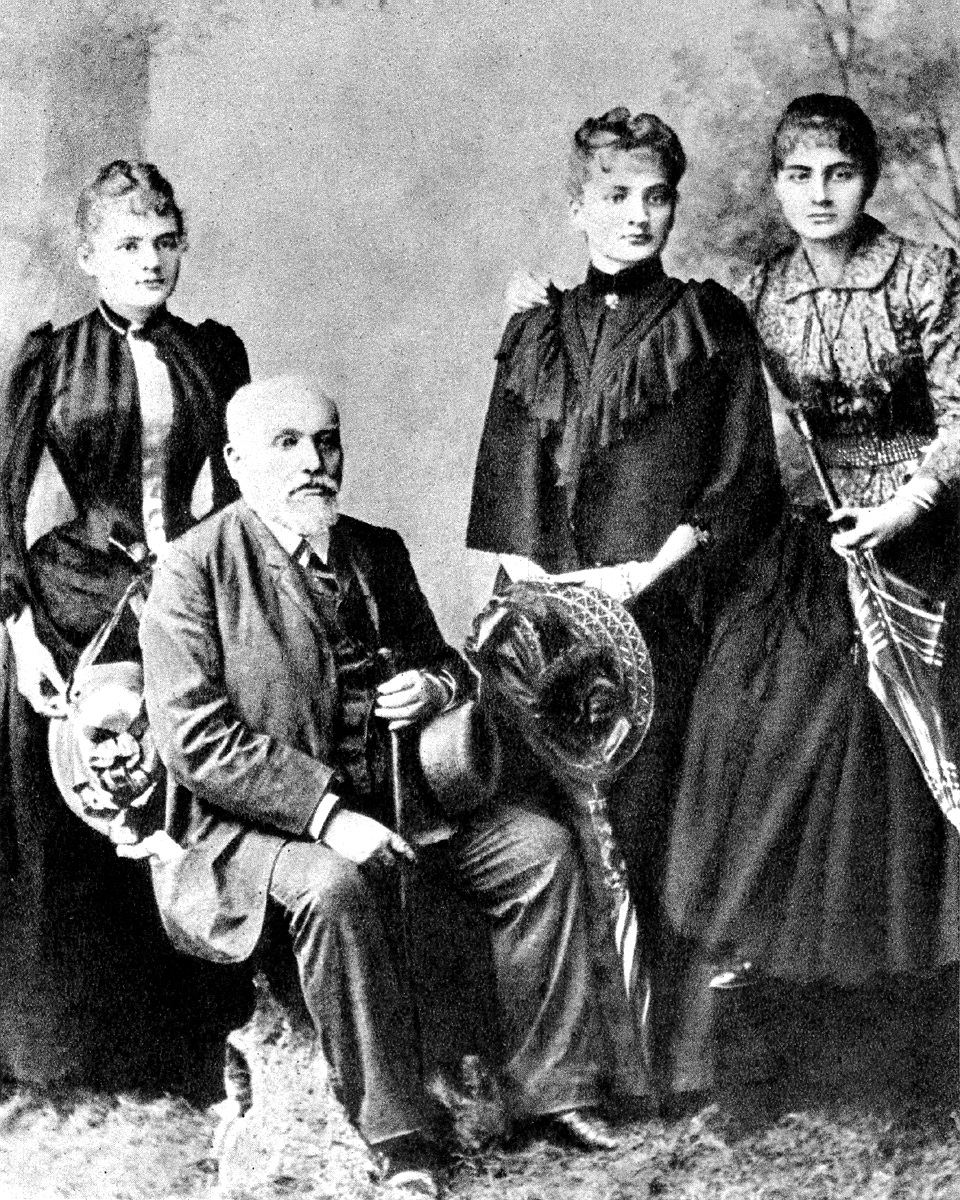
왼쪽부터 마리아, 아버지 브와디스와프, 브로니스와바, 헬레나

### 성장 과정

#### 어린 시절
마리 퀴리는 1867년 11월 7일, 바르샤바에서 가난한 교육자의 1남 4녀 중 다섯째로 태어났다. 어머니 브로니스와바는 중학교 교사, 아버지 브와디스와프 스크워프도프스키(Władysław Skłodowski)는 바르샤바 교육청 장학사였다. 형제로는 오빠 유제프(Józef, 1863년생)와 조피아(Zofia, 1862년생), 브로니스와바(Bronisława, 1865년생), 헬레나(Helena, 1866년생) 언니 셋이 있었다. 10세 때 폐결핵을 앓던 어머니와 사별하였고, 장학사로 일하던 아버지가 실직하기도 했으며, 큰 언니 조피아가 장티푸스로 요절하기도 하여 혼란한 어린 시절을 보냈다.

### 힘들었던 청소년시절
당시 폴란드는 러시아의 지배를 받았기 때문에 폴란드의 전통인 폴란드어, 역사를 공부하는 것조차 억압받았다. 둘째 딸인 이브 퀴리가 쓴 전기가 1990년대 중학교 국어교과서에서 인용되었는데, 전기에 따르면 마리퀴리는 여학교에서 폴란드어와 역사를 공부하다가 장학사가 오면 실과 수업을 받는 것처럼 숨겨야 했다. 러시아 장학사들은 폴란드 학생들이 러시아어 주기도문을 외우도록 함으로써 많은 폴란드 사람들이 가톨릭 신자라는 사실을 민족말살에 악용했다. 심지어는 "너희를 다스리는 분은 누구냐?"라고 물어서 식민지배에 순응하도록 했으니 마리 퀴리의 청소년 시절은 억압이었다.

### 유학 생활
과학소설가인 한낙원이 1991년에 발표한 계몽사 그림위인전기 16권 《퀴리 부인》(계몽사)에 따르면, 여학교를 졸업한 마리는 남학생만 뽑는 바르샤바 대학교와는 달리, 성 차별이 없는 프랑스에서 공부하고 싶어했으나 학비가 없었기 때문에, 3년간 시골의 부유한 농가의 가정교사로 직접 고용되어 사용자의 딸과 아들을 가르쳤으며, 나중에는 러시아의 식민지배를 받는 폴란드 민족문제를 고민하던 사용자의 허락을 받아 어린이들을 대상으로 야학을 운영했다. 17세 무렵부터 가정교사 등을 할 때, 폴란드와 독일에서는 여자가 대학교에 들어갈 수 없었기 때문에 프랑스 파리로 유학 갈 결심을 하였다.
다행히 아버지가 소년감화원 사감으로 취직하여 경제적 여유가 생기자, 마리는 둘째 언니 브로니스와바와 형부 카지미에시 드우스키(Kazimierz Dłuski) 부부가 의사로 일하고 있던 프랑스 파리에서 언니 부부의 돌봄을 받으며 유학하였다.
브로니스와바와 마리가 교육을 강조함으로써 폴란드 민족의 실력을 양성하려는 계몽주의자였다면, 형부 카지미에시는 자본의 지배로부터의 해방없이는 민중 해방이 없다는 냉철한 현실 이해를 주장한 사회주의자였다.
1891년 파리의 소르본 대학교에 입학하여 J. H. 푸앵카레, G. 리프만 등의 강의를 들었다. 수학과 물리학을 전공하며 가장 뛰어난 성적으로 졸업하여 물리학과 수학 학사 학위를 취득하였다. 한낙원(1991)에 의하면, 학사학위취득 시험 성적은 수학은 1등, 물리학은 2등이었다고 한다. 마리 퀴리가 학문을 매우 꾸준하게 했음을 알 수 있는 성적이다.

### 라듐의 발견
소르본 대학교에서 물리학과 수학 학위를 취득한 후 1895년 과학자 피에르 퀴리와 결혼하였고 피에르 퀴리와의 사이에 두 딸을 두었다. 피에르 퀴리는 자신의 실험실에서 연구를 도왔던 마리가 뛰어난 과학자의 자질을 지니고 있음을 알고 마리의 학업을 적극 지원해온 지지자였다. 의학전문신문인 더 메디컬 신문과 한낙원(1991)에 의하면 당시 퀴리는 여성이자 유학생인 그를 차별하는 학교의 부당함때문에 자기장을 공부하려는 실험실이 없었는데, 이를 안 물리학자가 소개한 사람이 피에르 퀴리였다고 한다. 피에르는 자신과 같이 실험실을 쓰도록 하였다고 한다. 한낙원(1991)에 의하면 피에르는 수수한 차림이고, 똑똑한 마리 퀴리를 학자, 학문 동지로서 존중하는 마음이 이성으로서 사랑하는 마음으로 자라서, 양가 부모님의 허락을 받아 결혼을 하였으며 자전거를 타고 신혼여행을 갔으며(신혼여행길 사진과 이두호 화백이 그린 그림이 한낙원 작가가 쓴 《퀴리 부인》에 실려있음.), 두 딸 이브와 이렌을 낳는 행복을 온 식구가 맛보았다.
마리 퀴리와 피에르 퀴리는 1898년 우라늄 광석인 피치블렌드( pitchblende, 역청우라늄석 )에서 염화바륨에 소량 섞여있는 형태로 염화라듐을 처음 분리∙발견하였고 1902년 8톤의 폐우라늄 광석을 처리하여 0.1g의 순수한 염화라듐을 얻었다. 1910년에는 마리 퀴리가 염화라듐을 전기분해시켜 금속 라듐을 얻었다.
마리 퀴리가 살던 시대에는 방사능의 위험성이 널리 알려지지 않았다. 방사능 물질 라듐은 미용은 물론 정신장애 치료에까지 효과가 있다는 위험한 선전이 아무런 근거없이 주장되어서 방사능에 노출된 사람들이 죽어갔다. 어느 화장품에 라듐이 들어간다고 쓰여져 있기만 했다면 모두 팔리고 있던 제품이었다.

### 교수 생활
1906년 남편 피에르 퀴리가 출근길에 음주 운전하는 마차에 치이는 사고로 사망하자 마리 퀴리는 피에르 퀴리가 근무하던 소르본 대학교에서 1906년 11월 5일부터 학생들을 가르쳤는데, 마리 퀴리는 미리 강의 내용을 확인하는 준비를 하여 남편이 가르친 내용을 이어서 강의하는 꼼꼼함을 보여주었다. 이 일로 소르본 대학교에서 강의를 한 최초의 여성 교수가 되었다. 당시 프랑스 정부에서는 연금을 제공하겠다고 했으나 거부했다.

### 핵물질(방사능) 피폭에 따른 사망
퀴리 부부가 오랫동안 방사성 물질을 연구하면서 핵물질에 노출된 것은 너무나도 분명한 사실이다. 두 사람 모두 보호장구도 착용하지 않고 라듐을 취급하는 바람에 엄청난 열과 방사선에 노출되었으며, 라돈 가스를 들이마셨다. 그들의 손은 언제나 불에 댄 것처럼 쭈글쭈글해지면서 손에 지문까지 모두 닳아 없어져 버렸을 정도였으며, 그의 남편 피에르 역시 이런저런 병을 앓아 건강한 편은 아니었다(병을 앓기 전에 짐마차에 치어 사망했음). 마리 자신의 건강은 라듐에 더해 전쟁 중에는 X-선에 추가적으로 노출되었으니 말할 것도 없었을 것이다.
불과 56세가 되던 1923년에 마리의 건강은 눈에 띄게 악화되었다. 고질적인 근육통, 이명, 난청, 백내장, 손가락 마비, 빈혈, 피로감, 호흡기 질환에 시달리면서 마리의 병색은 이미 완연해질 대로 완연해졌다.
라듐의 위험성이 제기된 것은 라듐을 사용하는 시계공장에서 일하던 어린 여성 노동자들이 죽어가면서였다.  마리 퀴리도 건강이 나빠질 대로 나빠져 모든 연구 활동을 중단하고 1934년 5월 스위스에 있는 상셀모즈 요양보호소에 입소하게 되었는데, 같은 해 7월 4일 너무 과도한 방사선에 피폭되어 골수암, 백혈병, 재생불량성빈혈이 겹쳐 몸이 이미 쇠약해질 대로 쇠약해져 더 이상 손을 쓸 수 없는 상태였다. 향년 67세의 나이로 고인이 되어 파리 외곽에 있는 남편 묘 옆에 나란히 묻혔다. 라듐을 발견했던 순간의 감동을 기록한 마리 퀴리의 논문을 기록한 연구노트는 현재 프랑스 국립도서관 지하에 차폐되어 보관중이며, 100여년이 지난 지금도 방사선을 방출하고 있어서 함부로 손으로 만질 수도 없는 상태다.
마리 퀴리의 노트는 120(킬로베크렐)kBq(= 3.2 microCu(마이크로 큐리)) 수준의 방사선을 방출하는데, 동일본 대지진 직후에 후쿠시마 해역에서 잡힌 생선에서 검출된 방사선량의 5,000배가 넘는 수치다.

### 향후
1903년 남편 피에르 퀴리하고 함께 노벨 물리학상 수상자로 등극한 데 이어 8년 후 단독으로 노벨 화학상 수상자로 등극하여 최초로 노벨상 2관왕에 등극한 그는 사후 61년 만인 1995년 4월에 프랑스 정부로부터 공로를 인정받아 여성 최초로 팡테옹에 안장되는 영예를 안게 되었다. 팡테옹은 그동안 프랑스 정부가 인정하는 위대한 업적을 남긴 국가적 위인들에 한해서만 안장되는 곳이다.
그 해 마리하고 남편 피에르의 유해를 파리의 팡테옹으로 이장하는 과정에서 뜻밖의 사실을 발견하였다. 그것은 그의 유해에서 상당량의 방사선이 방출되고 있는 것이었다. 이를 발견한 프랑스 당국은 퀴리 부인의 유해를 납으로 특수 제작된 방사선 차단 관으로 옮기고 나서 매장하기로 하였다.

## 업적

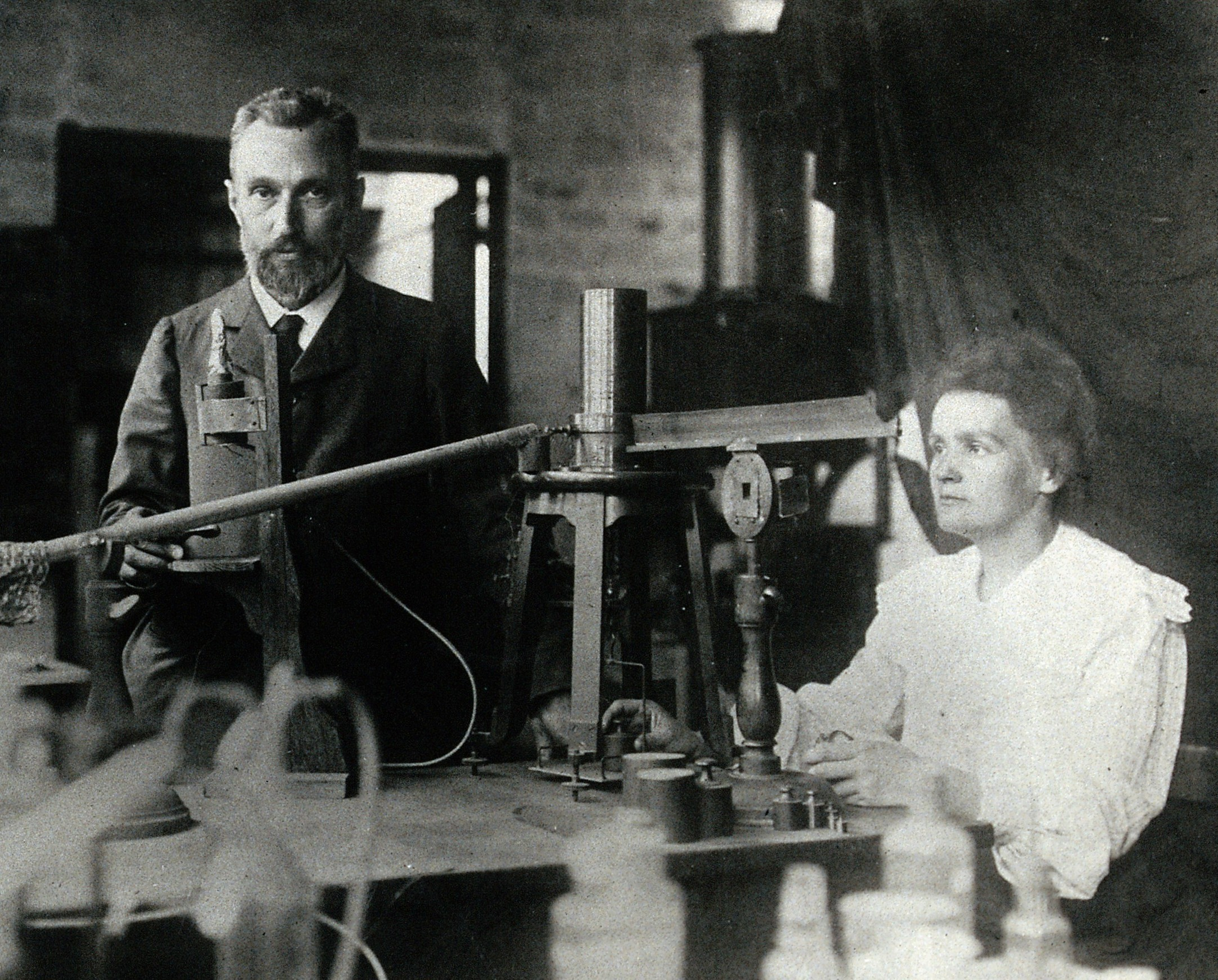
피에르 퀴리와 마리 퀴리, 파리의 연구실에서, 1907년 이전

여성 최초의 노벨상 수상자이며, 물리학상과 화학상을 동시에 받은 유일한 인물이다. 노벨상을 2회 수상한 기록은 라이너스 폴링하고 함께 인물로서는 최다 기록이다.
결혼 직후 1896년 마리는 박사학위 논문주제를 찾고 있었는데, 당시 베크렐이 발견한 우라늄염에서 일어나는 베크렐선 현상에 대해 알게 되었다. 그리고 자연계에 베크렐선 현상을 보이는 물질이 우라늄 외에도 더 존재할 것이라고 믿고, 그 물질들을 찾아 연구하기로 한다. 마리는 '피치블렌드(역청우라늄광)'라는 광물이 순수한 우라늄보다 강한 방사능을 배출한다는 사실을 알아내고, 이러한 광물을 효과적으로 분석하는 방법에 관해 피치블렌드의 성분을 분리하는 실험을 시작했다.
이후 퀴리 부부는 아예 공동으로 연구하기로 하고, 지루하고 긴 실험을 반복하며 피치블렌드의 성분을 분리하여 1898년 마침내 베크렐이 연구했던 우라늄보다 감광작용이 4배나 강한 새로운 물질을 찾아내게 된다. 그리고 이 미지의 물질이 두 가지 원소의 혼합물이라는 사실을 밝혀냈으며, 그중 하나를 분리해내는 데 성공하였다. 새로운 원소는 우라늄염보다 400배 정도 감광작용이 강했다.
퀴리 부부는 새로운 원소의 이름을 마리의 조국 폴란드를 기리는 의미에서 ‘폴로늄’이라고 명명했다. 마리는 우라늄이나 폴로늄처럼 자연계에서 감광작용과 전리작용 및 형광작용을 나타내는 물질들에 대해 처음으로 방사능(또는 방사성물질)이라고 불렀고, 이들 물질에서 나오는 빛을 방사선이라고 명명했다.
그리고 또 다른 새로운 원소에 대한 연구를 진행하여, 감광작용 능력이 우라늄보다 무려 250만 배나 강한 원소를 발견하고, 강력한 빛을 ‘방사’한다는 뜻으로 원소의 이름을 ‘라듐’이라고 지었다.
퀴리 부부가 라듐의 성질을 자세히 조사한 결과, 그 방사능은 어떤 화학작용에도 쉽게 변하지 않는다는 사실을 알게 되었다. 그리고 라듐의 양에 비례해 방출되는 방사선이 강해지고, 감광작용과 전리작용도 강해진다는 것을 확인했으며, 방사선 방출과정에서 상당한 열이 나온다는 점도 알아냈다.
이러한 사실은 과학계가 그때까지 알고 있던 화학반응 이론으로는 설명하기 어려운 것들이었다. 마리는 이러한 현상이 물질의 기본적인 구성단위인 분자 수준에서 일어나는 현상이 아니라, 그보다 더 작은 단위인 원자 수준에서 연구해야 하는 현상임을 밝혀냄으로써 과학 연구의 새로운 발전방향을 제시하였다.
1903년 라듐 연구로 마리 퀴리와 남편 피에르 퀴리가 공동으로 노벨 물리학상을 수상하였고, 1907년에는 라듐 원자량의 정밀한 측정에 성공하였다. 1910년에는 금속 라듐을 분리하여, 1911년에는 라듐 및 폴로늄의 발견과 라듐의 성질 및 그 화합물 연구로 마리 퀴리 단독으로 노벨 화학상을 수상하였다. 그 공적을 기려 방사능 단위에 퀴리라는 이름이, 화학 원소 퀴륨에 이름이 사용되었다. 마리 퀴리의 첫째 딸 부부인 이렌 졸리오퀴리와 프레데리크 졸리오퀴리도 노벨 화학상 수상자들이다.
프랑스의 보수성, 가십(신문, 잡지 등에서 개인의 사생활에 대하여 소문이나 험담 따위를 흥미 위주로 다룬 기사. 단평, 촌평으로 순화)을 좋아하는 언론의 공세, 폴란드 출신이라는 점, 그리고 여성이라는 성차별적 문제로 결국 화학 아카데미 회원으로 등극하지는 못했다.

## 수상
- 노벨 물리학상 (1903, 남편 피에르 퀴리와 앙리 베크렐 공동수상)
- 데비 메달 (1903, 피에르 퀴리 공동수상)
- 마테우치 메달 (1904, 피에르 퀴리 공동수상)
- 액토니언 상 (1907)
- 엘리엇 크레슨 메달(1909)
- 노벨 화학상 (1911)

## 같이 보기
- 피에르 퀴리
- 이렌 졸리오퀴리
- 프레데리크 졸리오퀴리
- 이브 퀴리